# The Roxy

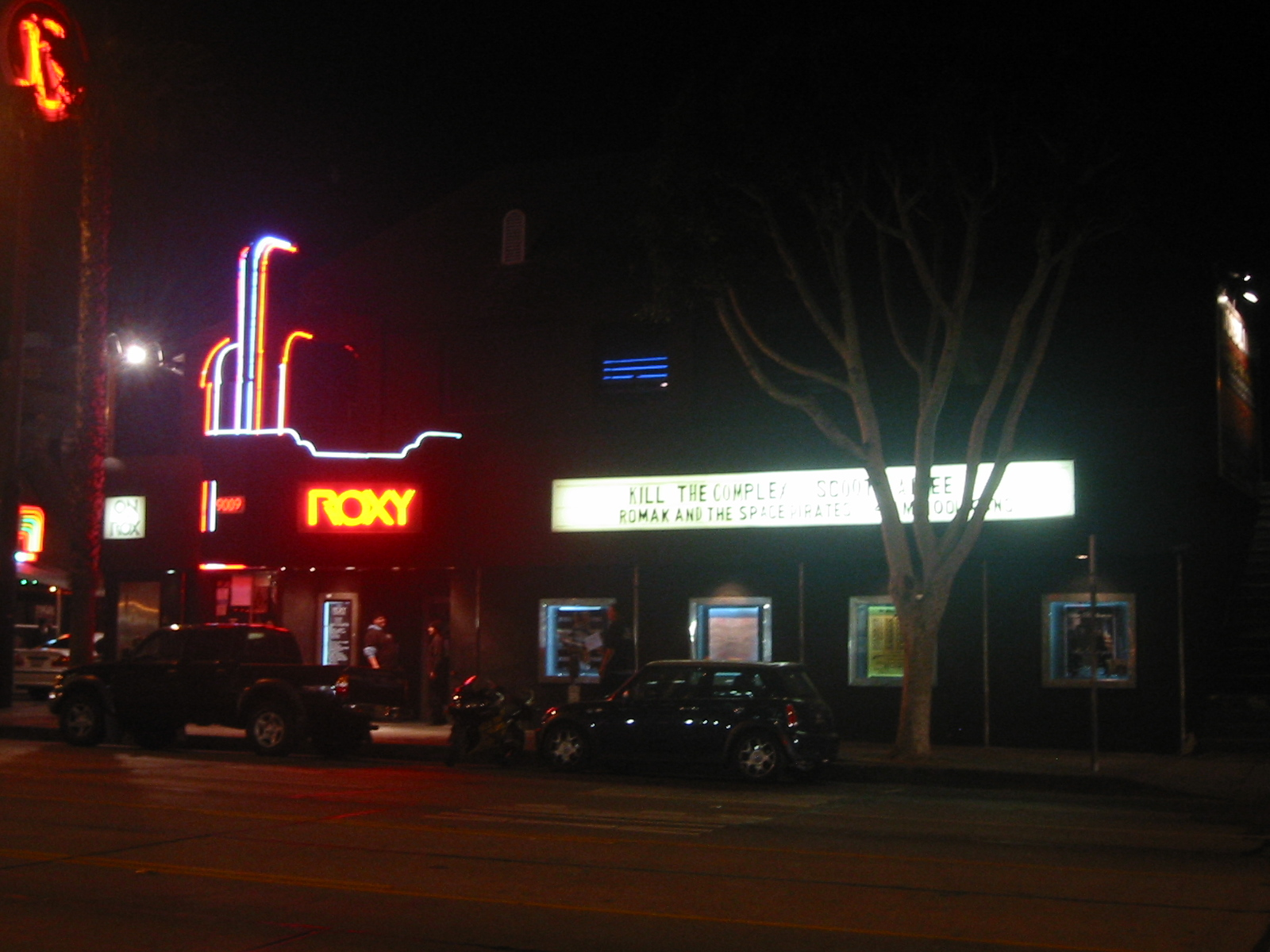
The Roxy

The Roxy Theatre, oft kurz The Roxy genannt, ist ein 1973 eröffneter Rock-Club am Sunset Strip in West Hollywood mit ungefähr 500 Stehplätzen. Im Roxy traten u. a. Genesis, Bob Marley, David Bowie, Chuck Berry, Elton John, Whitney Houston, Aretha Franklin, Bette Midler, Prince, Stevie Wonder, Michel Polnareff, Frank Zappa auf. Bruce Springsteen startete hier seine Karriere.

## Geschichte

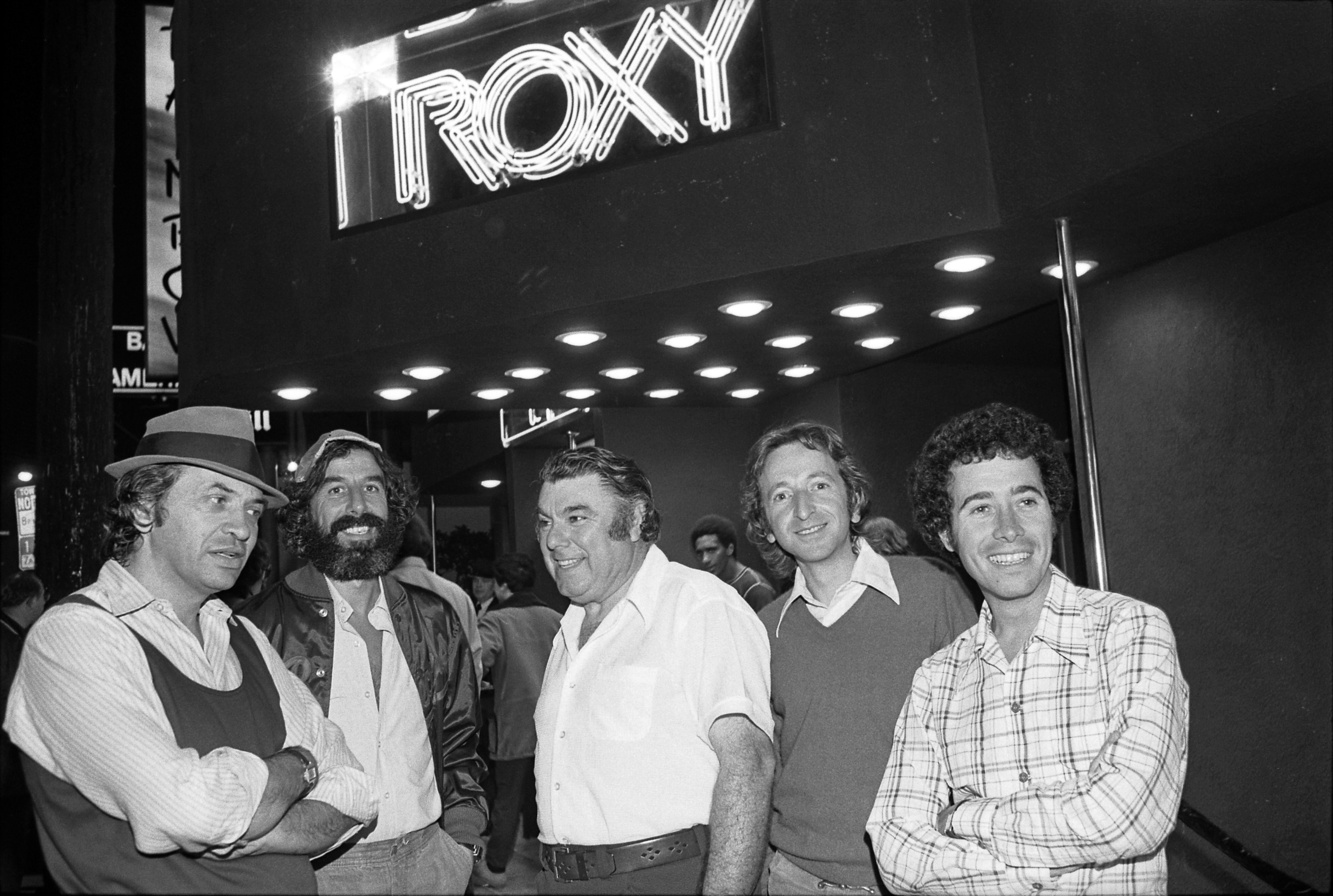
Von links: Bill Graham, Lou Adler, Chuck Landis, Elliot Roberts und David Geffen im Roxy (1973)

Das Roxy wurde am 23. September 1973 in den Räumlichkeiten eines ehemaligen Stripclubs namens Largo von Elmer Valentine und Lou Adler gemeinsam mit ihren ursprünglichen Partnern David Geffen, Elliot Roberts und Peter Asher eröffnet. Adler brachte auch die The Rocky Horror Show in die Vereinigten Staaten, wobei sie zunächst 1974 im Roxy Theatre gezeigt wurde, bevor sie im Folgejahr als The Rocky Horror Picture Show verfilmt wurde.
Die ersten drei Shows nach der Öffnung des Roxy wurden von Neil Young and the Santa Monica Flyers gespielt, die als Crazy Horse auftraten. Drei Monate später spielten Genesis an drei aufeinanderfolgenden Tagen jeweils zwei ihrer Selling-England-by-the-Pound-Shows im Roxy. Diese ersten Auftritte von Genesis an der Westküste werden von vielen Fans zu den besten Shows der Peter Gabriel-Phase von Genesis gezählt.
Die kleine On the Rox- Bar oberhalb des Clubs war ein Ort zahlreicher Skandale. Sie war Treffpunkt von John Lennon, Harry Nilsson, Alice Cooper and Keith Moon während Lennon's "lost weekend" in den Jahren 1973–74 und später in den 1980er Jahren Ort verschiedener von Heidi Fleiss veranstalteten Partys.
Im Januar 2014 übernahm Goldenvoice die Promotion des Roxy und läutete eine neue Phase ein, die Topacts wie U2 und die Foo Fighters in den Club brachte. Heute ist Gaston Leone für das Booking verantwortlich.

## Trivia
- Frank Zappa & The Mothers of Invention nahmen den Großteil ihres Albums Roxy & Elsewhere im Dezember 1973 im Roxy auf. Seit 1974 enthalten verschiedene Alben Material von diesen Konzerten. 2015 wurde ein Live-Konzertvideo veröffentlicht, das diese Auftritte zeigt. Die gesamte Auftrittsreihe (alle vier öffentlichen Shows vom 9. bis 10. Dezember 1973) wurde im Februar 2018 als 7-CD-Boxset veröffentlicht.[2]
- Die Ramones spielten ihr erstes Kalifornien-Konzert am 11. August 1976 im Roxy. Die Konzertszenen für ihren 1979 erschienenen Film Rock ’n’ Roll Highschool wurden im Dezember 1978 im Roxy gedreht.
- Das Live-Album Real Live Sound von Agent Orange wurde hier am 21. Juli 1990 aufgenommen.[3]
- System of a Down gaben hier am 28. Mai 1995 ihren ersten Auftritt.[4]
- Dem CD/DVD-Album Collision Course von Linkin Park und Jay-Z liegt eine DVD bei, die Aufnahmen hinter den Kulissen und die zweite Aufnahme aller Songs von Collision Course im Roxy Theatre am 18. Juli 2004 enthält.
- Sum 41 drehten am 3. April 2011 im Roxy das Video zu ihrem Song Screaming Bloody Murder.
- Korn drehte den Performance-Teil des Videos zu ihrem Song Narcissistic Cannibal am 27. September 2011 im Roxy.
- Escape the Fate hat eine DVD mit dem Titel Escape the Fate: Live from the Roxy von ihrer kostenlosen Show dort am 6. Januar 2013 veröffentlicht. Die DVD war in ihrer Deluxe-Version des Albums Ungrateful enthalten.

## Diskografie
- 1973: Roxy: Tonight's the Night Live von Neil Young (Reprise Records, 2018)
- 1973: Roxy & Elsewhere von Frank Zappa & The Mothers of Invention (DiscReet Records, 1973)
- 1974: Scratch at the Roxy von The Crusaders (Blue Thumb Records, 1974)
- 1976: Live at the Roxy von Bob Marley & The Wailers (Tuff Gong/Island Records, 2003)
- 1991: Live at the Roxy von The Tragically Hip (Universal Music Canada, 2022)
- 1998: Live at the Roxy von Social Distortion (TimeBomb Recordings, 1998)